# Euplexaura braueri
Euplexaura braueri is een zachte koraalsoort uit de familie Plexauridae. De koraalsoort komt uit het geslacht Euplexaura. Euplexaura braueri werd in 1909 voor het eerst wetenschappelijk beschreven door Kükenthal. 